# Avera (Stati Uniti d'America)
Avera è un comune degli Stati Uniti d'America, situato nello Stato della Georgia, nella contea di Jefferson.